# Zachtronics
Zachtronics ist ein amerikanischer Videospielentwickler, welcher vor allem für technikorientierte Puzzle- und Programmierspiele bekannt ist. Zachtronics wurde im Jahr 2011 von Zach Barth gegründet, welcher als leitender Designer agiert. Einige ihrer bekanntesten Spiele sind SpaceChem, Infinifactory, TIS-100 und Shenzhen I/O. Infiniminer inspirierte die Entwicklung von Minecraft.

## Geschichte
Zach Barths erste Veröffentlichungen waren kostenlose Browserspiele, welche auf seiner Webseite Zachtronics Industries angeboten wurden. Eines davon war Infiniminer, welches die Grafik von Minecraft inspirierte.

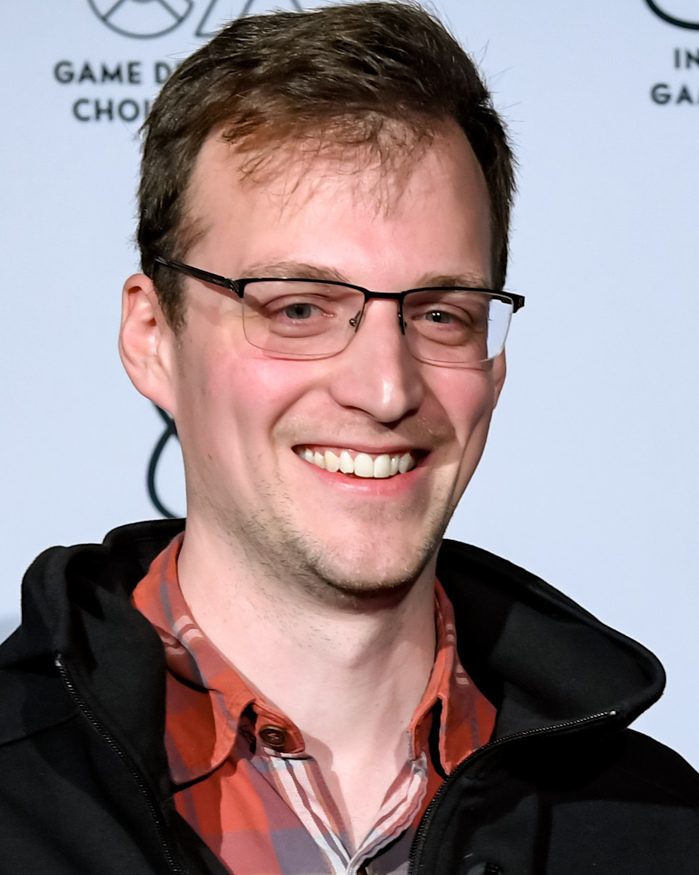
Firmengründer Zach Barth bei den Game Developers Choice Awards in 2019

Im Januar 2011 veröffentlichte Barth seinen ersten kommerziellen Titel, das Puzzle-Spiel SpaceChem, für welches er die Zachtronics LLC gründete. Seine vorherigen Spiele wurden von Barth persönlich vertrieben, noch nicht durch eine Firma. SpaceChem war außerdem das erste Spiel, für welches er mit einer Reihe von Entwicklern und Kreativen arbeitete.
Vor der Veröffentlichung von Barths nächstem Videospiel Ironclad Tactics wurde der Studioname von Zachtronics Industries zu Zachtronics gekürzt. Später, zwischen den Veröffentlichungen von TIS-100 und Shenzhen I/O, wurde das Studio an Alliance Media Holdings verkauft, welche von da an die Verwaltung und Veröffentlichung der Spiele koordinierten, während sich Barth auf die kreative Führung konzentrieren konnte.
Im Februar 2019 startete das Studio eine Kickstarter Kampagne um physische Kopien ihres neuen Buches Zach-Like zu verkaufen, einer Sammlung von Design-Dokumenten und andere Referenzmaterialien, welche Barth und sein Team während der Entwicklung ihrer Spiele verwendeten. Innert eines Tages erreichte das Projekt das 5-fache des Finanzierungsziels. Im Juni 2019 wurde eine digitale Version des Buches zusammen mit älteren Spielen und unveröffentlichten Prototypen zum kostenfreien Download auf Steam veröffentlicht. Im Juli 2019 startete das Studio Zachademics, ein Projekt, um Bildungseinrichtungen und gemeinnützigen Organisationen kostenlosen Zugang zu einigen ihrer Spiele zu Bildungszwecken zu ermöglichen.
Zusammen mit der Ankündigung von Last Call BBS im Juni 2022 verkündete Zachtronics, dass dieses wahrscheinlich das letzte Spiel sein werde, welches das Studio entwickelte. Barth sagte, dass der Grund hinter der Entscheidung war, dass das Team mit ihren Spielen eine Nische gefüllt habe, es aber schwierig war, andere Konzepte zu verfolgen, was sie dazu gezwungen hätte, Etwas zu tun, auf die sie nicht ewig Lust hatten.
Barth und andere Mitarbeitende von Zachtronics gründeten Coincidence, welches sich selber als "flexibles Business Framework" beschreibt und welches eine Reihe an kreativen Projekten wie Kartenspielen und Lernspielen produzierte. Coincidence kündigte im Februar 2025 Kaizen: A Factory Story an, ein Puzzle-Spiel ähnlich deren von Zachtronics, in welchem Spieler beauftragt werden, Maschinen zu bauen, um Produkte zu fertigen, inspiriert von der japanischen Blasen-Wirtschaft der 1980er und -90er-Jahre.

## Veröffentlichungen
- 2009: Infiniminer[12]
- 2011: SpaceChem[13]
- 2013: Ironclad Tactics[14]
- 2015: Infinifactory[15]
- 2015: TIS-100[16]
- 2016: Shenzhen I/O[17]
- 2017: Opus Magnum[18]
- 2018: Exapunks[19]
- 2019: Eliza[20]
- 2019: MOLEK-SYNTEZ[21]
- 2020: Möbius Front '83[22]
- 2021: Nerts! Online[23]
- 2022: Last Call BBS[24]
- 2022: The Zachtronics Solitaire Collection[25]